# Странники (фильм, 1979)
«Странники» (англ. The Wanderers) — фильм 1979 года, снятый по роману Ричарда Прайса «Странники», впервые опубликованном когда писателю было 24 года.

## Сюжет
История гангстерской бригады молодых парней из Бронкса начала 1960-х, которая вовлечена в открытое противостояние с враждующей бандой. Но в первую очередь это рассказ о настоящей дружбе, семейных ценностях и приключениях совсем юных и горячих парней, живших в старые добрые времена.

## Банды
- Странники: итальянская банда, состоящая из 27 человек. Они носят яркие желтые/коричневые куртки и синие джинсы. Их лидер, Ричи, встречается с Деспи Галассо, дочерью печально известного гангстера, поэтому у Странников есть связи.
- Лысые с Фордхэма: все лысые, что хорошо во время драки — волосы не попадают им в глаза. Их численность — 41 человек, каждый из которых хулиган и дебошир. Их лидер, Террор — устрашающий 400 фунтовый громила. Они носят кожаные куртки с черепом на спине и надписью «FB» (Fordham Baldies) на руке.
- Дель Бомберс: самая жесткая чёрная банда в Бронксе. Их банда насчитывает 23 человека и они предвзято относятся к итальянцам. Они носят фиолетовые и золотые толстовки с надписью «DB» на спине, выполненной в старо-английском стиле. Их лидер — Клинтон Ститч.
- Утята: ирландская банда. Они имеют несколько отличительных особенностей: ни один из них не носит «цвета» банды, и они никогда не разговаривают. Они также являются крупнейшей бандой Бронкса численностью 500 человек. Они помешаны на католицизме — могут спокойно убивать и избивать людей, пока посещают церковь. Они являются единственной бандой, готовой убивать. Все они имеют татуировки с распятием на руках и груди.
- Вонги: все китайцы и у всех фамилия «Вонг». Их 27 человек, и каждый знает джиу-джитсу. Их лидер — Тедди Вонг. Они носят черные толстовки с иероглифами на спинах. Все они довольно скрытные, например во время встречи в поле, они исчезают как только Странники отвлекаются. Их девиз: «Не шути с Вонгами». Все они имеют татуировки драконов.

## Актёры
- Кен Уол — Ричи Дженнаро
- Джон Фридрих — Джои Капра
- Карен Аллен — Нина Беккет
- Тони Калем — Деспи Галассо
- Тони Ганиос — Перри Лагуардиа
- Алан Розенберг — турок
- Эрланд Ван Лидт — Террор
- Линда Манц — Крошка
- Майкл Райт — Клинтон Ститч

## Создание фильма
Процесс кастинга актеров по словам режиссера Филиппа Кауфмана был очень трудным. В ходе кастинга на роли актеров были прослушаны несколько тысяч парней и молодых мужчин, проживающих в Нью-Йорке. Так как по сюжету романа лидер банды «Лысых» Террор был громилой весом в 400 фунтов, на его роль долго не могли подобрать актера с подходящими данными, пока кастинг-директор фильма Скотт Рудин, обладатель премии Оскар, не заметил в Нью-йоркском Атлетическом клубе двухметрового Эрланда Ван Лидта, на тот момент члена олимпийской команды США по борьбе в супертяжелой весовой категории, вес которого был около 400 фунтов, и несмотря на то, что Ван Лидт никогда до этого не учился актерскому искусству — он получил роль, которая дала толчок его кинокарьере.
Следуя по тому же принципу, Скотт Рудин обзвонил все атлетические и фитнес-клубы Нью-Йорка с просьбой найти ему двухметрового 18-летнего парня, после чего его познакомили с 18-летним Тони Ганиосом, которому Рудин дал роль Перри ЛаГуардиа, несмотря на то, что Ганиос также нигде не учился актерскому искусству. В романе не было женского персонажа по имени «Крошка». Этого персонажа Скотт Рудин специально создал и ввел его в сценарий к фильма для того, чтобы его сыграла 17-летняя Линда Манц, которая явилась на прослушивание узнав о съемках фильма в надежде получить какую-нибудь роль. Несмотря на юный возраст, Линда Манц на момент съемок уже являлась известной актрисой, имевшей опыт в съемках высокобюджетного фильма. По свидетельствам Кауфмана и Ричарда Прайса, которые присутствовали во время прослушивания Линды Манц, во время кастинга прослушивание вместе с ней проходили несколько десятков парней, которые являлись членами настоящих уличных банд, которые играли преступников очень убедительно, несмотря на это, игра Линды Манц ничем не уступала их игре, благодаря чему они долгое время предполагали, что девушка также являлась членом одной из уличных банд. Исполнитель главной роли Кен Уол отправил свою фотографию Рудину в надежде получить роль в массовке работая на тот момент в одной из пиццерий на территории Лос-Анджелеса, однако неожиданно был утвержден на главную роль. Скотт Рудин впоследствии заявил, что утвердил Уола на главную роль, так как тот обладал выраженной харизмой и обаянием.
Съемки фильма начались в сентябре 1978 года и большей частью проходили в Бронксе. Над процессом съёмок постоянно наблюдала большая толпа местных жителей, благодаря чему между ними и членами съёмочной группы произошло несколько инцидентов. Во время одного из них, съёмочную площадку посетили члены одной из пуэрториканских уличных банд, которые с помощью рукоприкладства пробрались сквозь толпу зевак, желая увидеть, что происходит на площадке, но столкнулись с габаритным Эрландом Ван Лидтом, после чего ушли. Во время другого инцидента, на съемочную площадку пробрались несколько мужчин, которые утверждали, что являются бывшими членами «настоящей» уличной банды «Лысые», которые обвинили Кауфмана и членов съёмочной группы в том, что они неправильно изображают «Лысых» и атмосферу той эпохи. В конечном итоге их попытались принудительно вывести со съемочной площадки, что чуть не привело к драке между ними и, Кеном Уолом и несколькими другими актерами.
Финальную битву с членами банды «Утята», которая происходит во время футбольного матча, снимали в парке «Van Cortlandt Park». По словам Тони Ганиоса, с практической точки зрения, Филипп Кауфман вынудил их несколько дней съемок принимать участие в реальной драке. Ганиос заявил, что съемки финальной драки велись 7 дней, во время которых на актеров бросались сотни кричащих актеров из массовки, вооруженных настоящими битами, цепями и деревянными черенками. Согласно воспоминаниям Ганиоса, нападавшие бросались на них волна за волной, после чего все выходило из-под контроля и игра актеров переходила в настоящую драку, которая продолжалась по несколько минут до того, как Кауфман давал команду о прекращении съёмок сцены. По словам Филиппа Кауфмана, некоторые актеры и члены съемочной группы во время съемок финальной битвы получили серьезные травмы и были госпитализированы.
Конрад Шиэн, сыгравший одного из лидеров банды «Утята», параллельно снимался в ещё более культовом фильме о бандах «Воины» (фильм, 1979) в роли лидера банды «Панков».

## Отзывы
В американском журнале Variety картину назвали хорошо сделанным и впечатляющим фильмом. В американской газете The New York Times написали, что она полна новых приятных артистов, равно как и ужасающих оплошностей.